# 九龍巴士90線 (第一代)
九龍巴士90線是香港的一條已停駛的將軍澳區巴士路線，前路線編號為「30」。途經彩雲邨、安達臣道、寶琳路（馬游塘）及靈實醫院。

## 歷史
- 1962年1月1日：路線「30」線投入服務，往來九龍城碼頭及調景嶺。
- 1962年6月16日：縮短至九龍城（馬頭涌道）（近北帝街）。
- 1962年11月16日：總站改回九龍城碼頭。
- 1967年2月20日：縮短至彩虹。
- 1967年6月25日：六七暴動期間，九巴以缺乏人手為由，暫停30線服務。
- 1971年12月20日：30線恢復服務。
- 1973年7月16日：配合九巴路線號碼重整，改稱90線。
- 1987年9月19日：全線改派豐田Coaster空調中型巴士行走，取代舊款亞比安13型巴士，是九巴首條機場巴士以外的全空調巴士路線。當時全程收費由$1.4加至$2.0。
- 1989年6月20日：分支290線開辦，不經安達臣道，經四順及秀茂坪，此路線部分班次改為該線。
- 1989年11月20日：平日上下課時間提供往來調景嶺及寶林的特別班次。
- 1993年9月1日：因應港澳信義會慕德中學由調景嶺遷往坑口，特別班次改為循環來往調景嶺及坑口（於厚德邨德富樓迴旋處折返），於星期一至六共開出8班。
- 1996年8月28日：所有班次改為循環線運作。
- 1996年10月20日：由於所有調景嶺居民已經搬遷，此路線取消。

## 途經街道
彩虹迴旋處、斧山道天橋、斧山道、龍翔道、清水灣道、新清水灣道、安達臣道、寶琳路、寶琳南路、寶琳路、安達臣道、清水灣道、龍翔道、斧山道及彩虹邨通道。

## 用車
由於安達臣道和寶琳南路路窄彎多，只有短車身的巴士才能行走。1963年，九巴引進10輛福特Thames Trader4D型巴士專為應付此路線。其後改用亞比安13型行走。1987年9月19日，新投入服務的豐田Coaster（AT）取代亞比安13型，成為首條提供全空調服務的非機場巴士路線。以及為方便之後與同樣行走調景嶺至彩虹的巴士路線290作車輛調配。

## 軼事
此線當時與巴士路線290大致上相同。包括這兩線於寶琳南路不設分站，乘客如欲上落時，上車時可在任何一個合適的地方截停車輛便可登車，而下車時只需按下車鐘，車長亦會在合適的地方停下來讓乘客下車，還有安達臣道亦不設分站，這項安排在以前的郊區巴士路線很常見，現時已不復見。
初時是唯一一條行走安達臣道的巴士路線，但其壞處是會因惡劣天氣的影響，全線需要即時停駛。因此290線能夠提供一個穩定服務來往調景嶺至彩虹。
另外，當時調景嶺巴士總站的英文名字為Rennie's Mill。及初時行走該線巴士車頂上的路線布牌顯示目的地為「Rennie's Mill 調景嶺 90」。直至更改了路線布牌後，才改成為調景嶺的英文譯名「Tiu Keng Leng」。
此外，當時九巴派出豐田Coaster 24座巴士（AT）行走該線，取代亞比安13型，成為首條提供全空調服務的非機場巴士路線，所以九巴亦將這款巴士，行走當時區內人口較少的地方（238M、282及284等），而且這款巴士比當時的16座小巴較為優勝，因此令當時的小巴商會不滿。